# Tlatolqaca
Tlatolqaca (pronunciación en náhuatl modernoⓘ) fue un príncipe azteca, hijo del emperador Acamapichtli y de la reina Huitzilxotzin, nieto de la princesa Atotoztli I, hermanastro de los emperadores Huitzilíhuitl e Itzcóatl, tío de Chimalpopoca y Moctezuma I.
Se casó con la princesa Matlalxochtzin y la pareja tuvo tres hijos:
- Cahualtzin
- Tetlepanquetzatzin
- Tecatlapohuatzin